# 調剤レコーダー
調剤レコーダー（ちょうざいレコーダー、略称・調レコ）とは、調剤業務を画像で記録するトレーサビリティシステムである。主に薬局で使用される。

## 概要
調剤レコーダーは、受付・調剤・鑑査・交付等それぞれの調剤過程を複数のネットワークカメラで画像撮影する。タクシーなどに搭載されるドライブレコーダーまたは航空機の事故原因解析に使われるフライトレコーダーと同じようにトレーサビリティに使われる。
画像は、撮影時刻、撮影場所、IDなどで検索できる。非接触型カードRFIDを用いて、ネットワークカメラを作動させる。RFIDを画像記録開始キュー及び顧客IDなどのメタデータ伝達に使用することにより、事後の画像データの串刺し検索が可能。作業者の意思で撮影の開始と終了を決める事ができる点が監視カメラと大きく異なる。
フライトレコーダーやドライブレコーダーと同様に調剤レコーダーは調剤ミスを直接的に防ぐシステムではないが、業務フローの根本的な改善に活用できるシステムとされている。もちろん、撮影された画像を確認し、ミスの発見、品質向上などに利用することもできる。
調剤レコーダーにより、クレーム対応の迅速化及び薬局対応者の精神的負担を軽減することができるといわれている。
薬局では、トラブルになる前に自らのミスを確認・発見できる手段の確保は、安心な職場環境であるための要件の一つであると言う薬剤師もいる。
受付・調剤・鑑査・交付等それぞれの調剤過程において「何がおこっていたのか本当のこと」が分かり、「何かあったら調剤レコーダーで確認」という流れを確立している薬局もある。
医療安全、品質管理を目的とした画像によるトレーサビリティである調剤レコーダーに投資している経営者の姿勢は、求職中の薬剤師及び顧客に対して、プラスの印象を与えることも多い。安心で働きやすい職場を求める薬剤師や高い品質を薬局に要求する顧客にとって、その薬局を選択する要因の一つになり得る場合もあるようだ。
ハードウエアは、サーバ、ネットワークカメラ、RFIDリーダー、PoEスイッチで構成される。ネットワークカメラは天井に設置するため調剤レコーダーが業務の妨げになることはない。ドーム型カメラは使用していない。ドーム型カメラは警視庁の防犯カメラに採用されており、監視されているという誤解や嫌悪感を持つ人もいるようだ。
撮影範囲や撮影距離の調節は、鮮明な画像を得るには大変重要である。撮影環境に柔軟に対応するには、レンズ交換式のネットワークカメラが便利である。

## 他システムとの比較

### デジタルカメラ
市販のデジタルカメラで鑑査を撮影。
- 長所
  - 低コスト
  - 工事不要
  - 簡単撮影
- 短所
  - 業務が中断する。
  - 鑑査前後の記録がない。
  - 画像記録の検索が難しい。

### 鑑査レンジ
鑑査時に電子レンジ状の撮影ボックスに調剤された薬品をトレーごと挿入することで画像解析を通じて薬品の種類を推定するシステム。
- 長所
  - 撮影ボックスに調剤された薬剤をトレーごと入れる事で画像を記録できる。
  - 画像解析で薬品の種類を自動で推定できる。
  - 画像解析でバーコードも判別できる。
- 短所
  - 薬品の認識確率が100％ではない。
  - 認識できなかった薬品は人的確認が必要。
  - 鑑査レンジを信用し過ぎ、確認を怠ることがある。

第45回日本薬剤師会学術大会　一般演題ポスター発表「調剤過誤防止システム「鑑査レンジ」の評価について」の中で、鑑査レンジ導入後に数量ミスが増えたとの検証報告がなされている。

### 調レコLITE
業務過程の記録保持を目的とした誰でも簡単に使える無料の画像記録アプリ。
- 長所
  - 低コスト
  - 工事不要
  - 簡単撮影
  - 業務を中断しない。
- 短所
  - 設置場所が必要。
  - 撮影した業務の前後の記録がない。
  - 画像記録の検索が難しい。